# Aspe (Kutenholz)
Aspe (plattdeutsch Aasp) ist ein Ort in der Gemeinde Kutenholz im Landkreis Stade (Niedersachsen). Aspe hat 465 Einwohner (August 2002). Der Ort besteht aus dem eigentlichen Dorf (Groß Aspe) und dem Wohnplatz Klein Aspe.

## Geographie

### Geographische Lage
Aspe liegt zwischen Kutenholz und Bargstedt auf der Stader Geest, etwa 43 km westlich von Hamburg.

### Nachbarorte
| Kutenholz  |                                             | Wedel                  |
| Sadersdorf | Kompassrose, die auf Nachbargemeinden zeigt | Frankenmoor, Bargstedt |
|            | Brest                                       |                        |

## Geschichte
Die Zeit der Gründung des Ortes Aspe ist nicht mehr feststellbar, da die Dorfchronik im letzten Krieg den Flammen zum Opfer gefallen ist. Bereits in der Zeit um 1111 bis 1116 wurde Aspe als Aspa erstmals urkundlich erwähnt.
Bei Gründung betrug die Ortsgröße ca. 1249 Hektar. Früher soll in der Mitte des Dorfes ein riesiger Baum (eine Espe) gestanden haben. Von dieser Espe, so nimmt man an, soll der Ortsname Aspe abgeleitet worden sein. Das Asper Wappen ist ein Espenblatt. Aspe war eine Heide-, Moor- und Ödlandschaft. Es wurde hauptsächlich Schafhaltung und Bienenzucht betrieben. 1854 erhielt Aspe das erste Schulgebäude. Der Lehrer hatte gleichzeitig das Amt des Kuhhirten übernommen und seine Wohnung war das Kuhhirtenhaus. 1909 brannte es überall im Ort (Funken von Heidehaufen). 1910 kam das neue Schulhaus (jetzt der Spielkreis).
1902 wurde die Freiwillige Feuerwehr und 1951 der Schützenverein gegründet. Bis 1959 gab es im Ort eine Molkerei und einen Güterbahnhof ohne Personenverkehr. Der Personenverkehr auf der wieder eingerichteten Bahnstrecke Bremerhaven–Buxtehude begann erst 1993.

### Verwaltungsgeschichte
Vor 1852 gehörte Aspe zur Börde Mulsum im Amt Harsefeld. Die Börde Mulsum wechselte aber 1852 zum Amt Stade, das 1859 im Amt Himmelpforten aufging. Nach 1885 gehörte Aspe zum Kreis Stade und seit 1932 zum jetzigen Landkreis Stade.
Mit der Gemeindereform, die am 1. Juli 1972 in Kraft trat, kam Aspe zur Gemeinde Kutenholz.

### Wappen
Das Wappen weist auf silbernen Grund einen grünen Espenzweig mit drei Blättern.
Der Espenzweig steht für den Dorfnamen, der sich vom altsächsischen Wort Espa für Espe herleitet. Am 3. Dezember 1952 wurde das Wappen vom Niedersächsischen Innenministerium erlassen.

### Religion
Aspe ist evangelisch-lutherisch geprägt und gehört zum Kirchspiel der Kirchengemeinde St. Petri Mulsum.

### Bevölkerungsentwicklung
| Jahr | Einwohner             |
| ---- | --------------------- |
| 1824 | 13 Feuerstellen       |
| 1848 | 221 Leute, 38 Häuser* |
| 1871 | 217 Leute, 38 Häuser* |
| 1910 | 289                   |

*mit Klein Aspe

## Kultur

### Denkmäler
Ein Denkmal für die Gefallenen aus beiden Weltkriegen steht auf dem Friedhof.

### Vereine
- Schützenverein (gegr. 1951)
- Freiwillige Feuerwehr (gegr. 1902)
- Asper Haie (gegr. 1996)

## Wirtschaft und Infrastruktur

### Verkehr
Aspe liegt an der L 123, die im Osten über Kutenholz nach Bremervörde und im Nordwesten über Bargstedt und Ohrensen zur Bundesstraße 73 bei Horneburg führt. Zudem gibt es die K 61, die nach Wedel führt und die K 58, die nach Brest führt.
Im Südosten des Ortes befindet sich der Bahnhof Brest-Aspe an der Bahnstrecke Bremerhaven-Wulsdorf–Buchholz.

### Schule
1854 wurde die erste Volksschule gebaut, die 1910 ein neues Schulhaus erhielt. Heute beherbergt die ehemalige Schule einen Spielkreis.